# Inniswold
Inniswold est une census-designated place située dans la paroisse de Baton Rouge Est, dans l’État de Louisiane, aux États-Unis. Sa population s’élevait à 6 180 habitants lors du recensement de 2010.

## Source
- (en) Cet article est partiellement ou en totalité issu de l’article de Wikipédia en anglais intitulé « Inniswold, Louisiana » (voir la liste des auteurs).